# تومب رايدر: ذا أينجل أوف داركنس
تومب رايدر : ملاك الظلام (بالإنجليزية:Tomb Raider: The Angel of Darkness) ، هي لعبة إلكترونية من نوع مغامرات، أنتجت سنة 2003 ، وتعمل لأنظمة بلاي ستيشن 2 ومايكروسوفت ويندوز ، وتعد الجزء الأخير من الموسم الأول لسلسلة تومب رايدر.

## وصلات خارجية
- تومب رايدر: ذا أينجل أوف داركنس على موقع IMDb (الإنجليزية)

- Tomb Raider: The Angel of Darkness على موبي غيمز

قالب:Tomb Raider series